# Adenandra villosa
Adenandra villosa är en vinruteväxtart. Adenandra villosa ingår i släktet Adenandra och familjen vinruteväxter.

## Underarter
Arten delas in i följande underarter:
- A. v. apiculata
- A. v. biseriata
- A. v. imbricata
- A. v. orbicularis
- A. v. pedicellata
- A. v. robusta
- A. v. sonderi
- A. v. umbellata
- A. v. villosa